# طلال حمية
طلال حمية قائد عسكري في حزب الله ويفترض بأنه يترأس وحدة العمليات الخارجية المسؤولة عن تنفيذ العمليات في خارج لبنان وقد نُشرت تقارير استخباراتية بأن حمية قد حل مكان مصطفى بدر الدين في القيادة العسكرية بعد إتهام بدر الدين باغتيال رفيق الحريري  وحمية الذي عمل منذ عام 1982 موظفًا إداريًا في مطار بيروت متهم بتفجيرات بوينس آيرس عام 1992  وفي عام 2012 كان من بين الذي فرضت وزارة الخزانة الأمريكية عقوبات عليهم إلى جانب بدر الدين وحسن نصر الله 